# Вишневский сельский совет (Купянский район)
Вишневский сельский совет — входит в состав Купянского района Харьковской области Украины.
Административный центр сельского совета находится в селе Вишневка.

## История
- 1992 — дата образования.

## Населённые пункты совета
- село Вишневка